# Potager du château de la Roche-Guyon
Le potager du château de la Roche-Guyon est un jardin potager à la Française ouvert au public, situé à la Roche-Guyon, dans le Val-d'Oise, à 70 km à l'ouest de Paris, face au château de La Roche-Guyon, entre la rue principale et la Seine. Il a été entièrement restauré après plus d'un siècle d'abandon total, et a rouvert au public le 5 juin 2004. Il a reçu le label Jardin remarquable attribué par le Ministère de la culture.

## Historique
Restitué en 2004, à partir d'un terrain revenu à l'état de simple prairie et sur la base de ses tracés d’origine, il fut créé, au XVIIe siècle à l’initiative de Madeleine Le Tellier de Louvois (1665-1735), épouse de François VIII de La Rochefoucauld, 1er duc de La Roche-Guyon (1663-1728).
Ce premier jardin est réaménagé au XVIIIe siècle, vers 1741, par leur fils Alexandre de la Rochefoucauld, deuxième duc de La Roche-Guyon (1690-1762).
Il incarne en un même lieu, sous les fenêtres du château, à la fois le jardin classique d’agrément, à la française, et un jardin d’utilité.
D'un dessin entièrement géométrique, il est composé de quatre carrés que des allées suivant les diagonales et les médianes, partagent en 32 parterres triangulaires. Au centre de chaque carré, se trouve un bassin d'arrosage. Cette disposition géométrique a été voulue par les La Rochefoucauld, qui partageaient les idées des physiocrates et des encyclopédistes, et voulurent donner au potager un caractère scientifique et expérimental, en même temps qu'en faire un jardin d'agrément.
Situé sur un terrain plat de trois hectares, clos de murs, ce jardin est encadré par deux bosquets à l'est et à l'ouest. Il sera planté de 675 arbres fruitiers.

### Restauration du jardin
La restauration du potager selon son plan originel, menée sous la maîtrise d'œuvre de Pierre-André Lablaude, architecte en chef des monuments historiques, a été financée par le conseil régional d'Île-de-France, par l'intermédiaire de l'Agence des Espaces Verts de la Région d'Ile-de-France, et par le ministère de la Culture. Le coût des travaux, qui ont demandé trois ans, s'est élevé à 1,4 million d'euros.
Pour la première saison d'ouverture, et en attendant que toutes les plantations soient réalisées, les parterres ont accueilli une exposition d'artistes et de paysagistes. Chacun des carrés était consacré à l'un des quatre éléments fondamentaux, l'air, la terre, l'eau et le feu, et regroupait des fleurs et légumes imaginaires et fantasmagoriques.

### L'évolution du jardin restauré

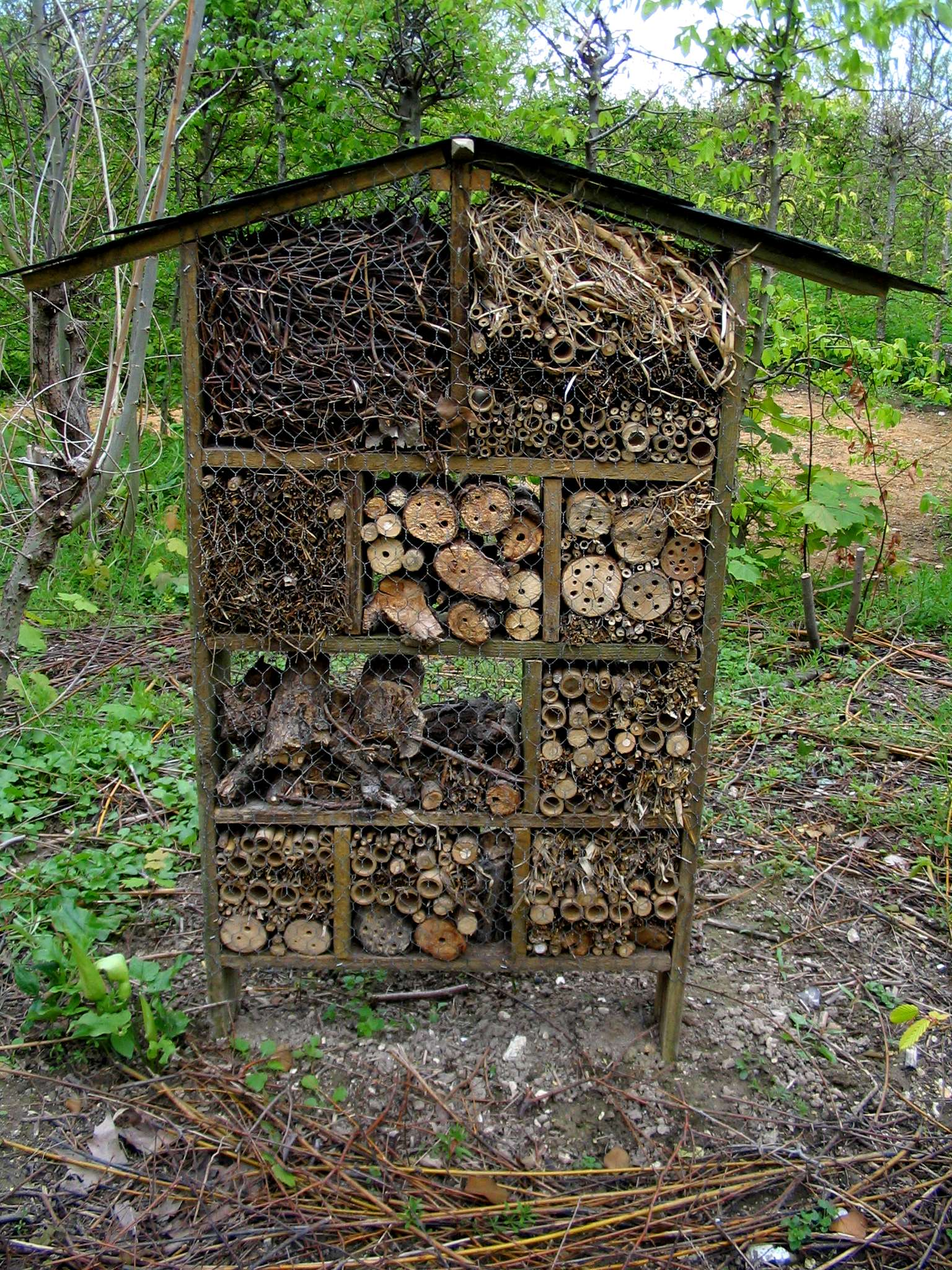
Hôtel à insectes.

En 2007, trois ans après son ouverture, l'Établissement public de coopération culturelle (EPCC) du Château de La Roche-Guyon dresse un bilan alarmant de la coûteuse restauration du jardin : plusieurs axes de plantations se superposent et le potager-verger végète.
L'EPCC confie aux paysagistes Gilles Clément et Antoine Quenardel une mission de conseil et d'accompagnement pour la mise en valeur de l'ensemble des espaces extérieurs du domaine.
Gilles Clément, dans un manifeste, critique la restauration formelle du jardin selon le plan du XVIIIe siècle, « qui ne correspond en rien aux modes de gestion de notre temps ». Cette restauration idéale, caractéristique des méthodes des services des Monuments Historiques, a donné un jardin perçu comme une image, vidé de son sens, privé des trente jardiniers s'activant au XVIIIe siècle au maintien du décor, le jardin potager de la Roche-Guyon apparaît comme un défi à une société économe en main d'œuvre.
Une nouvelle étape de développement est initiée en 2008. L'EPCC du Château de la Roche-Guyon est conseillé par les paysagistes Antoine Quenardel et Emmanuelle Bouffé, pour la mise en œuvre de ce projet dans la durée.
Il a pour objectif de concilier patrimoine et écologie, faire du jardin un lieu de production potagère diversifiée, et apporter une base pédagogique concrète dans les domaines de l'écologie et de la bio-diversité.
La première étape a consisté en une régénération des sols. Ces sols agricoles stériles, gorgés de nitrates, apportés par la restauration de 2004, ont été revivifiés en utilisant des apports naturels, BRF, paillage, cultures de couvert et en laissant les organismes micro-biologiques faire leur oeuvre dans le sol.
Cette régénération a commencé par « porter ses fruits »  en 2009 par une première production de courges de collection et par la mise en bouteilles de plusieurs milliers de litres de jus de pomme et de poire.
Bien que depuis 2007 les méthodes de cultures soient 100 % naturelles, une période dite de conversion est nécessaire pour bénéficier de la certification AB (agriculture biologique). La demande faite en 2010 permet à la production de légumes d’afficher le logo AB en 2012.
Géométrique et rigoureux, le jardin célèbre la production vivrière et illustre le mouvement physiocratique du XVIIIe siècle, issu d'une doctrine fondée sur la connaissance et le respect des lois de la nature, donnant prépondérance à l’agriculture.

### Choix de jardinage
Les 3,5 ha divisés en quatre grands carrés, composés chacun de huit triangles de 250 m2, font l’objet d’approches culturales en lien avec la nature.
Depuis 2006, le projet de remise en culture du potager-fruitier conjugue, écologie, enracinement social et patrimoine. L’utilisation de produits chimiques de synthèse a été totalement abandonnée sur l’ensemble du domaine. Deux jardiniers salariés du château, ainsi qu’une douzaine de personnes embauchées à mi-temps dans le cadre d’un chantier d’insertion, appliquent et expérimentent des méthodes de cultures naturelles. Ce potager du « château des lumières - château citoyen » est désormais conçu pour éclairer et communiquer la sagesse du jardinier.
L'amélioration des techniques culturales a été rendue possible par le jardinage préalable de la terre : le substrat a été amélioré par l’activité des vers de terre et par celle des micro-organismes contenus dans le sol. Un suivi scientifique permet de mesurer l’impact des différentes techniques culturales favorisant la vie souterraine : paillages, engrais verts, compost, BRF (bois raméal fragmenté).
La diversité des plantes cultivées, fruit du travail des hommes depuis des millénaires, est un patrimoine de l’humanité. L’industrialisation de l‘agriculture a fait disparaître bon nombre d’entre elles ainsi que les savoirs culturaux et culturels qui les accompagnaient, ceci au détriment des populations, dépossédées de leur agriculture vivrière.
Ici au contraire, les jardiniers du potager cultivent de nombreuses variétés paysannes pour les observer, sélectionner les mieux adaptées aux conditions locales et pouvoir ensuite les faire redécouvrir aux visiteurs. Ce faisant, ils retrouvent l’autonomie du jardinier, libre de choisir ce qu’il va produire.

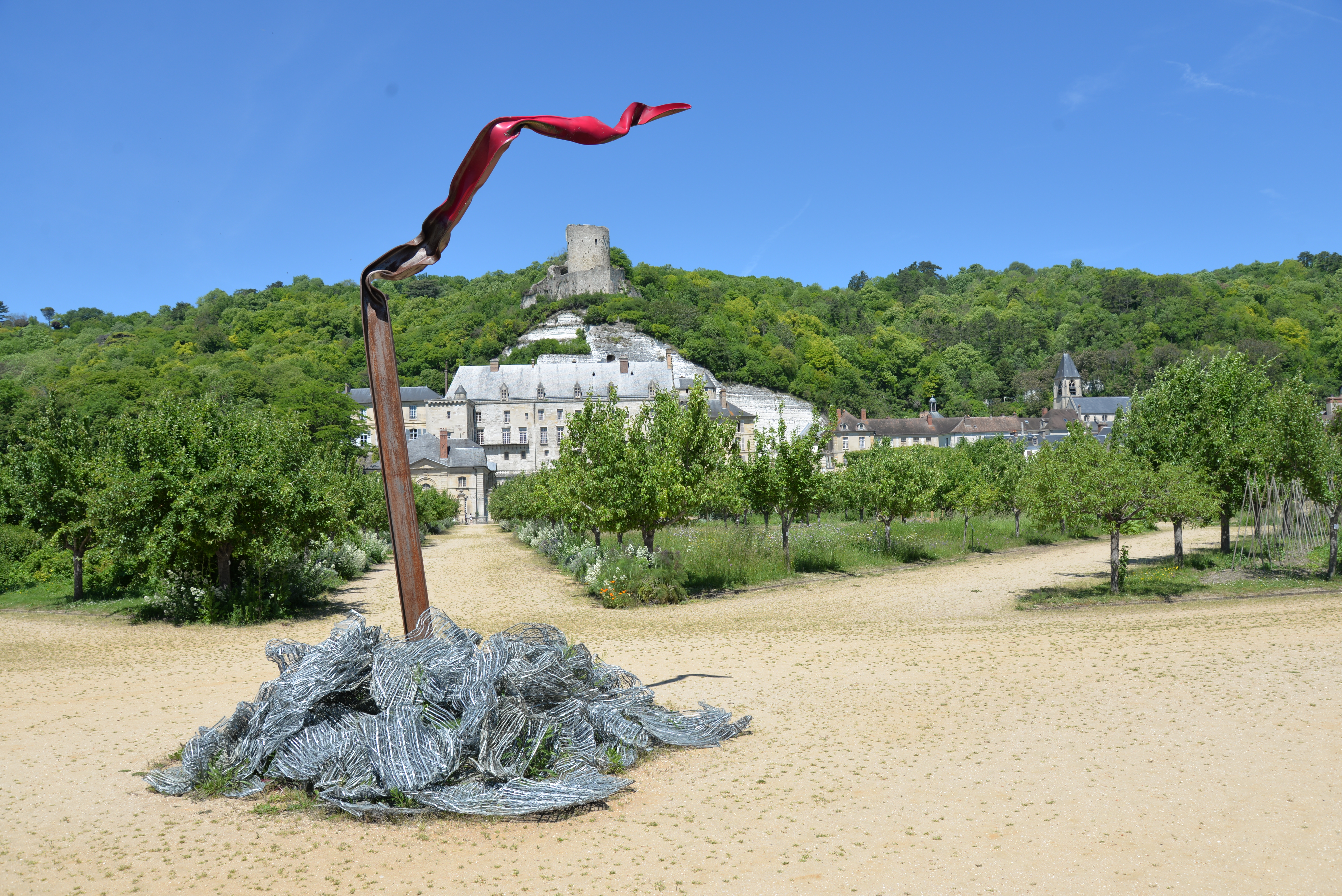
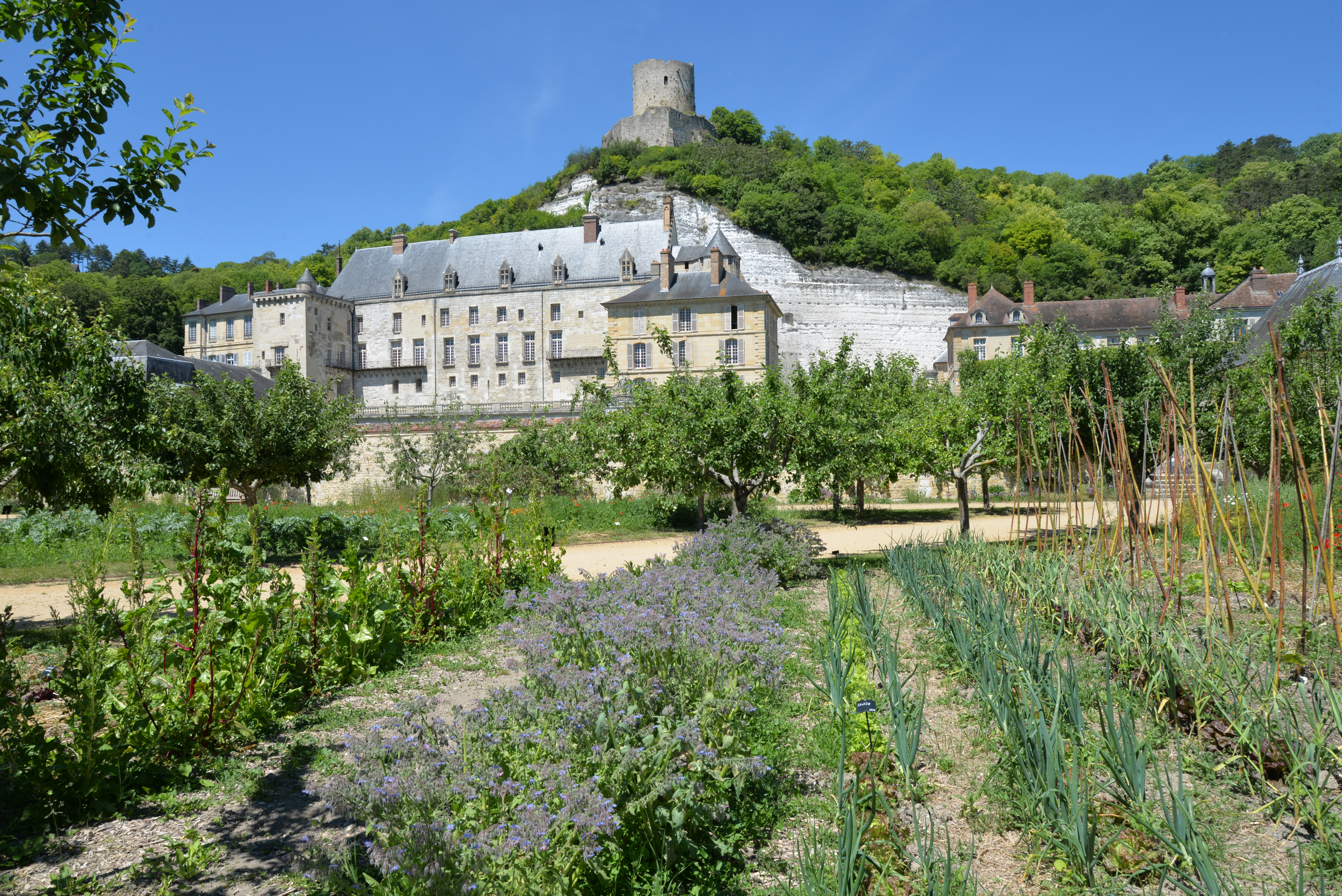
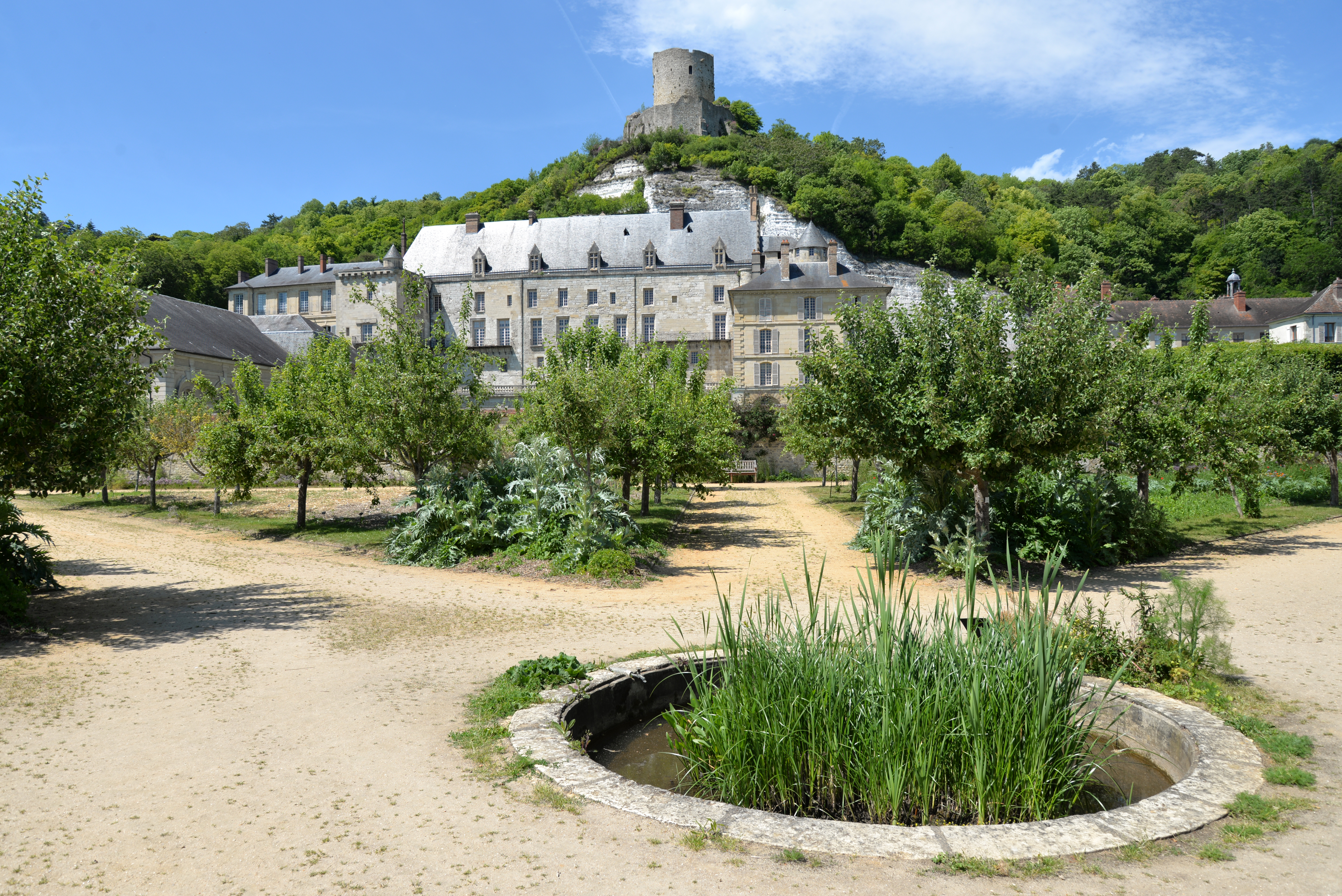

## Productions
Les légumes désormais produits sont vendus sur place, dans la boutique du château, de juillet à octobre. Les produits transformés en jus, en confitures ou en soupe sont également disponibles à la boutique du château.
La production de miel est encore trop confidentielle pour être vendue. Les semences de collections sont disponibles en petites quantités, pour des échanges avec des personnes intéressées par leur mise en cultures.

## Labels et certifications
Le potager-fruitier a reçu en 2011 le label Jardin remarquable, attribué par le Ministère de la culture. Le potager a été certifié AB (agriculture biologique) en 2012, et le verger en 2013.